# Michael S. Leshing
Michael S. Leshing, geboren als Michail Sergejewitsch Lesching, (* 15. November 1882 in Russland; † 13. April 1953 in Los Angeles, Kalifornien, Vereinigte Staaten) war ein russischstämmiger und in den 1940er-Jahren US-amerikanisch-naturalisierter Betriebsleiter und Ingenieur bei 20th Century Fox Laboratory. 1946 wurde er für seine Arbeit mit einem Technical Achievement Award ausgezeichnet.

## Leben
Leshing kam schon in jungen Jahren in die USA. Ihm wurde eine verdeckte Beziehung zum sowjetischen Geheimdienst während der Zeit des Zweiten Weltkriegs nachgesagt. So soll er im Jahr 1943 am VENONA-Projekt, einem Gemeinschaftsprojekt der Geheimdienste der USA und des britischen Auslandsgeheimdienstes MI6 zur Entschlüsselung von Geheimnachrichten offizieller sowjetischer Stellen in den USA, die in der Zeit von 1938 bis 1945 aufgezeichnet wurden, beteiligt gewesen sein, indem er dem KGB-Dokumente und eine Formel für Film-Verarbeitungstechnologie zur Verfügung stellte.
1946 wurde Leshing zusammen mit Benjamin C. Robinson, Arthur B. Chatelain und Robert C. Stevens (alle von 20th Century Fox) sowie John G. Capstaff (von Eastman Kodak Company) mit einem Technical Achievement Award  für die Entwicklung einer Maschine zur Filmentwicklung für 20th Century Fox („for the 20th Century Fox film processing machine“) ausgezeichnet.

## Auszeichnung
- 1946: Technical Achievement Award